# اسدالدین شیرکوه
اسدالدین شیرکوه بن شادی (کردی: ئەسەدەدین شێرکۆ) با نام‌های شیرکو یا شیرکوه (به معنای «شیر کوهستان» در زبان کردی) (درگذشته ۲۳ مارس ۱۱۶۹م) فرماندهٔ نظامی کُرد و از امیران ایوبی بود که ابتدا در خدمت زنگیان، سپس فاطمیان قرار گرفت. او عموی صلاح‌الدین ایوبی و از پایه‌گذاران اصلی تأسیس حکومت ایوبیان در مصر محسوب می‌شد. تلاش‌های نظامی و دیپلماتیک شیرکوه در مصر نقش کلیدی در تثبیت قدرت ایوبیان در این منطقه داشت..

## زندگی
شیرکوه از کردهای ساکن ارمنستان بود. پدرش شادی بن مروان و برادرش نجم‌الدین ایوب بنیادگذار دودمان ایوبیان بود.  در آغاز سدهٔ دوازدهم میلادی شادی خانواده‌اش را نخست به بغداد و سپس تکریت منتقل نمود. در آنجا حاکم بومی -بهروز- زمام امور تکریت را به شادی سپرد. با مرگ شادی پسرش ایوب به ولایت رسید. ایوب طی یک درگیری مردی مسیحی را کشت و این سبب تبعید خاندان ایوبی از تکریت شد. پس از آن ایوبیان به عمادالدین زنگی پیوستند.  در آینده شیرکوه به والی‌گری حمص گماشته‌شد. ایوب هم به ولایت بعلبک و سپس دمشق فرستاده‌شد.
نورالدین زنگی که جانشین پدرش عمالدین شده بود شیرکوه را برای وساطت اختلاف میان وزیران خلفای فاطمی در ۱۱۶۳ میلادی به مصر فرستاد. درگیری میان وزیران بالاگرفت و یکی از آنان به نام شاور بن مجیر به صلیبیون پناهنده‌شد. این اقدام بهانه‌ای به دست آنان داد تا به مصر لشکر بکشند. در این میان شیرکوه در شهر بلبیس حصاری شد و صلیبیون شهر را در محاصره گرفتند. به تلافی این اقدام نورالدین شاهزاده‌نشین انطاکیه را تسخیر نمود.
بار دیگر شیرکوه در ۱۱۶۷ برای دفع حملهٔ صلیبیون به اسکندریه فرستاده‌شد. این بار امالریک اورشلیم شاه اورشلیم با امپراتوری روم شرقی متحد شد تا مصر را به‌طور کامل تسخیر کنند. ولی با گردش شاور به سوی شیرکوه مسیحیان شکست خوردند. در ژانویهٔ ۱۱۶۹ شیرکوه به عنوان وزیر خلیفهٔ فاطمی به قاهره وارد شد و در آغاز کار شاور را که غیرقابل اعتماد می‌نمود را کشت. خود شیرکوه دو ماه پس از ورودش به قاهره بر اثر بیماری گوارشی درگذشت و برادرزاده‌اش صلاح‌الدین جانشین او شد.
ویلیام صوری وقایع نگار مسیحی او را چنین وصف کرده‌است:
جنگجویی کوشا، مشتاق افتخار و پرتجربه در فن‌های جنگی. دارای دست و دلبازی فراتر از دارای‌اش، که به دلیل این بخشندگی مورد علاقهٔ پیروانش بود. او کوتاه‌قد، نیرومند و فربه و سالمند بود. با همهٔ فروتنی و داد و دهشش دارایی او به اندازهٔ یک شاهزاده فزونی یافته‌بود. یک چشم او دچار آب مروارید بود. نستوه بود و تساهلش برای زمانی که در آن می‌زیست شگفت می‌نمود.